# 西湖国际博览会

新会标

西湖博览会是浙江省杭州市每年举办一次的大型商贸展览会。起源于1929年。

## 1929年的西湖博览会
第一届西湖博览会是中国会展史上一次规模较大影响深远的展销会。同时，它也是浙江经济走向世界的尝试。

### 渊源
当时在国外，博览会是十分风行的，世界上最早一次博览会的时间是1798年，首创者是法国的拿破仑。接下去，许多国家每逢有纪念性的事件都开一次大规模的博览会。而在国内，最早的当推清宣统元年（1909）的武汉奖进会暨直隶展览会。次年又有京师出品会，此后，规模最大的是宣统二年举办的南洋劝业会。紧接着，在上海举办了四届国货展览会。

### 背景
1929年的西湖博览会召开的时候，并没有一个很好的时代背景与社会环境。北伐战争之后，国民党虽然以中央政府的名义“统一”了中国，但因连年的军阀混战，致使国内的工商业处于奄奄一息的状态。浙江的财政可谓“捉襟见肘”。当时的省主席张人杰，出身于湖州的丝绸大户，又在法国开过公司，对孙中山先生的革命一直予以经济上的援助。他上任后，立即宣布召开西湖博览会。因他深知，要扭转一省的财政拮据之局面，最快速最经济的办法就是搞一个大规模的博览会。

### 具体
西湖博览会的筹备人员先后达数千人，仅杭州一地就有600多人。博览会分设总务、场务、征集三股。内部设有评议部和执行部。此会的宗旨是：提倡国货，奖励实业，振兴文化。1929年6月6日开幕，10月10日闭幕，前后时间达128天。参加开幕式典礼的有国民党中央政府代表孔祥熙、中国党部代表朱家骅、中央委员林森与褚民谊、行政院代表蒋梦麟、监察院院长蔡元培、浙江省主席张人杰及中央各部、各省、各市代表和来宾数百人，观众达10余万人。
整个博览会设有8馆2所3个特别陈列处。八馆分别为：革命纪念馆、博物馆、艺术馆、农业馆、教育馆、卫生馆、丝绸馆、工业馆；二所是：特种陈列所、参考陈列所；三个特别陈列处为：铁路陈列处、交通部电信所陈列处、航空陈列处。

### 意义
西湖博览会筹备耗时近8个月，开幕期间历时4个多月，扫尾工作也长达一年。博览会的召开刺激了萧条的工商业。对于经营者们来说，博览会是推销产品与改进企业发展的一个良好商机。国家纵然耗费巨资，对社会经济的促进不可估量。另外，博览会也促使民众自觉地比较洋货与国货之优劣。西湖博览会的最后一个成功处在于为以后的博览会留下一份借鉴。

## 历届博览会
- 第一届：1929年 （民国18年）6月6日开幕，10月20日闭幕，历时137天，参观人数总计达2000余万。[1]
- 第二届：2000年 10月20日开幕，11月10日闭幕
- 第三届：2001年 10月20日开幕，11月10日闭幕，为期22天
- 第四届：2002年 10月20日开幕，11月10日闭幕
- 第五届：2003年 10月17日开幕，11月9日闭幕
- 第六届：2004年 10月16日开幕
- 第七届：2005年 10月15日开幕，10月30日闭幕
- 第八届：2006年 4月22日开幕，10月22日闭幕，本届博览会与2006年杭州世界休闲博览会联动。
- 第九届：2007年 10月27日开幕，11月5日闭幕。
- 第十届：2008年 10月18日开幕，11月8日闭幕，本届西博会首次冠名“国际”，全称第十届中国杭州西湖国际博览会。
- 第十一届：2009年10月17日至11月7日，以“信心杭州、品质西博”为主题，安排了100个展览、会议、活动等项目。[2]
- 第十二届：2010年10月16日至11月6日，会期22天，以“创新西博、和谐城市、品质生活”为主题。[3]
- 第十三届：2011年9月17日至11月18日，杭州第二届世界休闲博览会以“一个主题、两大盛会、三个园区、四大板块”的姿态，以“休闲——提升生活品质”为主题，与西湖国际博览会同办。[4]
- 第十四届：2012年10月13日至11月3日举行，会期22天，以“创新西博、和谐城市、品质生活”为主题。[5]
- 第十五届：2013年10月12日至11月9日举行，为期29天，以“创新西博、美丽杭州”为主题。[6]
- 第十六届，2014年10月18日至11月8日，为期22天，以“创新西博、美丽杭州”为主题。[7]
- 第十七屆，2015年10月16日至11月1日，為期16天，本届西博会着力突出两个办会重点：一是策划引进举办系列国际化会展项目，着重打造杭州市“国际会议年”；二是整合提升办好经贸类、信息经济智慧应用类展览项目以及休闲旅游文化类活动项目，为杭州市实施“一号工程”、创建“两区”及“国际重要的旅游休闲中心”、“全国文化创意中心”等做好服务。[8]
- 第十八屆，2016年10月14日至10月31日，為期18天，以“发挥后G20效应，增强西博会活力”为主题。[9]
- 第十九屆，2017年10月20日至11月12日，為期24天，以“放大G20效应，打造国际会展之都赛事之城”和“休闲——让生活更美好”为主题，與第三届世界休闲博览会聯動。[10]
- 第二十屆，2018年10月20日至11月3日，為期15天，以“新时代 新西博”为主题，围绕“助推城市国际化战略、助推拥江发展战略、助推产业提质增效和助推会展业转型升级”四大思路。[11]
- 第二十一屆，2019年第二十一届中国杭州西湖国际博览会由“四博一展”五大核心项目组成。“四博”分别指9月20日至9月22日举办的首届中国(杭州)国际美食博览会以及於10月18日至10月20日核心会期举办的第四届世界休闲博览会、首届中国(杭州)国际智能产品博览会、第六届中国(杭州)国际电子商务博览会。“一展”為10月31日至11月4日在杭锅老厂房举办的2019亚洲设计管理论坛暨生活创新展。[12]
- 第二十二屆，2020年10月16日至18日，為期3天，與第二届中国（杭州）国际智能产品博览会、2020全球人工智能大会聯動。以“AI启杭，无限想象”为主题，共谋人工智能与数字经济发展大计，共享新兴科技与智能产品全新体验。[13]